# Bil Magasinet
Bil Magasinet er et dansk bilmagasin for bilentusiaster, der udkommer 12 gange om året. Udgivet af Benjamin Media siden oktober 1991. Bil Magasinet er Danmarks største og mest læste bilblad med et kontrollet læsertal på 344.000 i 1. halvår 2006 iflg. Gallup.
Fra 2007 indgik bladet samarbejde med tv-kanalen TV 2 NEWS om Bilmagasinet, et ugentligt tv-magasin. Magasinet stoppede dog ultimo 2007.
I 1998 startede bladet Danmarks Hurtigste Bil (DHB), som senere blev til en stor bilfestival.